# Stef Caers
Stef Caers (nizozemska izgovorjava: [stɛf kaːrs]) poklicno znan kot Gustaph (stiliziran kot GVSTΛPH), belgijski pevec, besedilopisec in producent *5. julij 1980 

## Življenje
Caers se je rodil 5. julija 1980 v Leuvenu v Flamskem Brabantu.  Svojo glasbeno kariero je začel med študijem na konservatoriju v Gentu, sprva z umetniškim imenom Steffen.  Leta 2000 je uspel s svojim prvencem »Gonna Lose You«, ki je dosegel 22. mesto na flamski glasbeni lestvici.  Kasneje je izdal drugi singel z naslovom »Sweetest Thing«.
Nato se je Caers začel bolj osredotočati na pisanje pesmi in produciranje.  Aktiven je bil tudi kot spremljevalni vokalist, med drugim je poskrbel za spremljevalne vokale Lady Linn in Willyja Sommersa. V začetku leta 2010 se je pridružil skupini Hercules and Love Affair kot eden glavnih vokalistov. 
Caers je nastopil kot spremljevalni vokalist za Sennek na Pesmi Evrovizije 2018 in za Hooverphonic na Pesmi Evrovizije 2021 .  Poleg kariere pevca deluje tudi kot učitelj petja na akademiji za umetnost umetnosti v Gentu. 
Novembra 2022 je bil Caers razglašen za enega od sedmih udeležencev Eurosonga 2023, belgijskega nacionalnega izbora za Pesem Evrovizije.  Nastopal je s pesmijo »Because of You« in 14. januarja 2023 zmagal v finalu in postal predstavnik Belgije na Pesmi Evrovizije 2023 v Liverpoolu v Združenem kraljestvu. 

## Diskografija

### Pesmi
- »Gonna Lose You« (2000)
- »Sweetest Thing« (2000)
- »Same Thing« (2011)
- »Jaded« (2011)
- »Second Coming« (2020)
- »Because of You« (2022)
- »The Nail« (2023)